# Soroca, Glodeni
Soroca este un sat din cadrul comunei Iabloana din raionul Glodeni, Republica Moldova.

## Demografie
Conform recensământului populației din 2004, satul Soroca avea 107 de locuitori: 94 de ucraineni, 10 moldoveni/români, 2 ruși și 1 persoană cu etnie nedeclarată.